# Jindřich Praveček mladší
Jindřich Praveček ml. (28. června 1909 Výprachtice – 11. února 2000 Pardubice) byl český dirigent a skladatel, syn Jindřicha Pravečka (staršího).

## Rodina
Pocházel ze staré a známé jihočeské hudební rodiny - jeho pradědeček a dědeček byli řídícími učiteli a řediteli kůru 
v obci Hroby u Tábora (3 km jihových. od Chýnova), strýc Alois Praveček (10. ledna 1880 – 19. května 1957) i další strýc Hynek Vacek ( v Soběslavi) byli též známými hudebníky.

## Mládí a studia
Narodil se ve Výprachticích u Lanškrouna jako první ze tří dětí (sestry Blažena-1911 a Libuše-1914) v rodině učitele Jindřicha Pravečka (1885-1969), všestranného muzikanta a organizátora kulturního života. Mladý Jindřich chodil do obecné školy, učil se hrát na housle u ředitele kůru Rudolfa Filipa, začal také hrát ve školním orchestru. Sám se doma učil hrát na klavír. V roce 1919 se rodina přestěhovala do České Třebové; zde se tři roky zdokonaloval ve hře na housle u pedagoga Koláře, veřejně vystoupil i s náročnějšími skladbami; spolu s otcem hrál v Orchestrálním sdružení v Ústí nad Orlicí. Houslový virtuos Jaroslav Kocian mu doporučil studium u Stanislava Ondříčka v hudební škole v Pardubicích. V roce 1928 ukončil studium na reálce v České Třebové a také na hudební škole (kam dojížděl). Hru na housle studoval také na Mistrovské škole pražské konzervatoře u prof. Jaroslava Kociána, kompozici u J. Řídkého a dirigování u prof. Pavla Dědečka v letech 1932 až 1935.

## V uniformě
Na podzim 1929 nastoupil vojenskou prezenční službu (škola záložních důstojníků v Josefově), v březnu 1931 složil zkoušky a byl jmenován vojenským kapelníkem (nejmladším v Československu). Již v hodnosti poručíka byl Jindřich Praveček přeložen do Chebu a stal se kapelníkem hudby 33. pěšího pluku "Doss alto"; v roce 1935 byl přeložen k hudbě 32. pěšího pluku "Gardský" do Košic, kde působil do roku 1937. Po roce působení u hudby 43. pěšího pluku v Brně se vrátil 1938 do Prahy k hudbě 5. pěšího pluku. Po německé okupaci 1939 byla československá armáda, včetně vojenských hudeb likvidován; později byl Praveček jmenován kapelníkem hudby 6. praporu vládního vojska v Hradci Králové.
Po skončení 2. světové války byl nadporučík Praveček ustanoven velitelem Vojenské hudební školy v Praze (1945), ale po v únoru 1948 byl suspendován a jmenován kapelníkem Posádkové hudby Brno, v letech 1948 - 1951 vyučoval instrumentaci pro dechové nástroje na JAMU Brno. V roce 1951, pro své odborné kvality, byl povolán zřídit velké reprezentativní armádní těleso - Ústřední hudby čs.lidové armády, v jejímž čele stanul jako její velitel a umělecký vedoucí a šéfdirigent. Hudbě vtiskl pevný organizační řád s vysokou uměleckou úrovní. Pro „politickou nespolehlivost“ byl v polovině roku 1956 - po 27 letech v uniformě - propuštěn z armády.

## V civilu
Jindřich Praveček hned v roce 1956 začal spolupracovat s dechovým orchestrem učňů v Ostravě; poté působil (také od 1956) jako umělecký poradce u nově založeného orchestru továrny na hudební nástroje AMATI Kraslice. Spolu s dirigentem Karlem Hájkem přivedl tento orchestr k úspěchům i vítězstvím na světových soutěžích ( např.: prvenství ve Světové soutěži v
Holandsku – Kerkrade v roce 1970).
Zároveň po roce 1957 působil jako hostující dirigent u mnoha dechových orchestrů; jako porotce při hudebních soutěžích doma i v zahraničí; podílel se na vzniku festivalů dechových hudeb a pravidelně se jich účastnil (např.: Kmochův Kolín, Koletova Rtyně, jeho nejmilejší Pravečkův Lanškroun). Jako odborník byl Praveček zástupcem Československa v CISPM (Conception et Intégration de Services et Produits Multimédia). Naplno se rozvinula Pravečkova organizátorská a skladatelská, instrumentátorská a také vydavatelská činnost. Na kongresu CISPM v Lucembursku (1972) vystoupil s podnětným odborným referátem. Mnohé Pravečkovy předložené teoretické názory, podložené dlouholetou praxí umělce, se staly základem k přijetí a k platnosti pro zúčastněné národní svazy dechových hudeb.

## Dílo a památka
Jindřich Praveček je autorem mnoha odborných prací o dechových orchestrech a instrumentaci (Inštrumentácia pre duchovu hudbu-1954; Der Blasmusik heute-1984; Dechový orchestr-1987). Složil 159 skladeb - řady pochodů, skladeb pro dechové orchestry, úprav národních písní pro sóla, sbory i orchestry (České tance; tarantule K hvězdám vesmíru). Svým dílem, zejména osobitým skladatelským rukopisem, citem pro národní intonaci, vroucí melodičností i mistrovskou instrumentací (zejména pro velké orchestry) se zařadil mezi významné osobnosti české koncertní dechové hudby. Byl uznáván jako dirigent nejen s neomylným absolutním sluchem a s přehledným gestem, ale také s přirozenou autoritou a vlídným humorem. Prosadil se také jako zkušený pedagog vojenských i civilních odborných vysokých škol. Vážili si ho prostí amatérští muzikanti, pro které měl vždy mimořádné pochopení.
Při festivalu dechových hudeb v Lanškrouně roku 1997 byl Jindřichu Pravečkovi udělen titul Čestný občan města Lanškrouna. Jeho jméno nese  ve svém názvu od 1. září 1997 Základní umělecká škola Jindřicha Pravečka v Lanškrouně a od roku 2003 také Základní škola Jindřicha Pravečka ve Výprachticích, jejíž žáci také pečují o skladatelův hrob na místním hřbitově.